# Dragobete

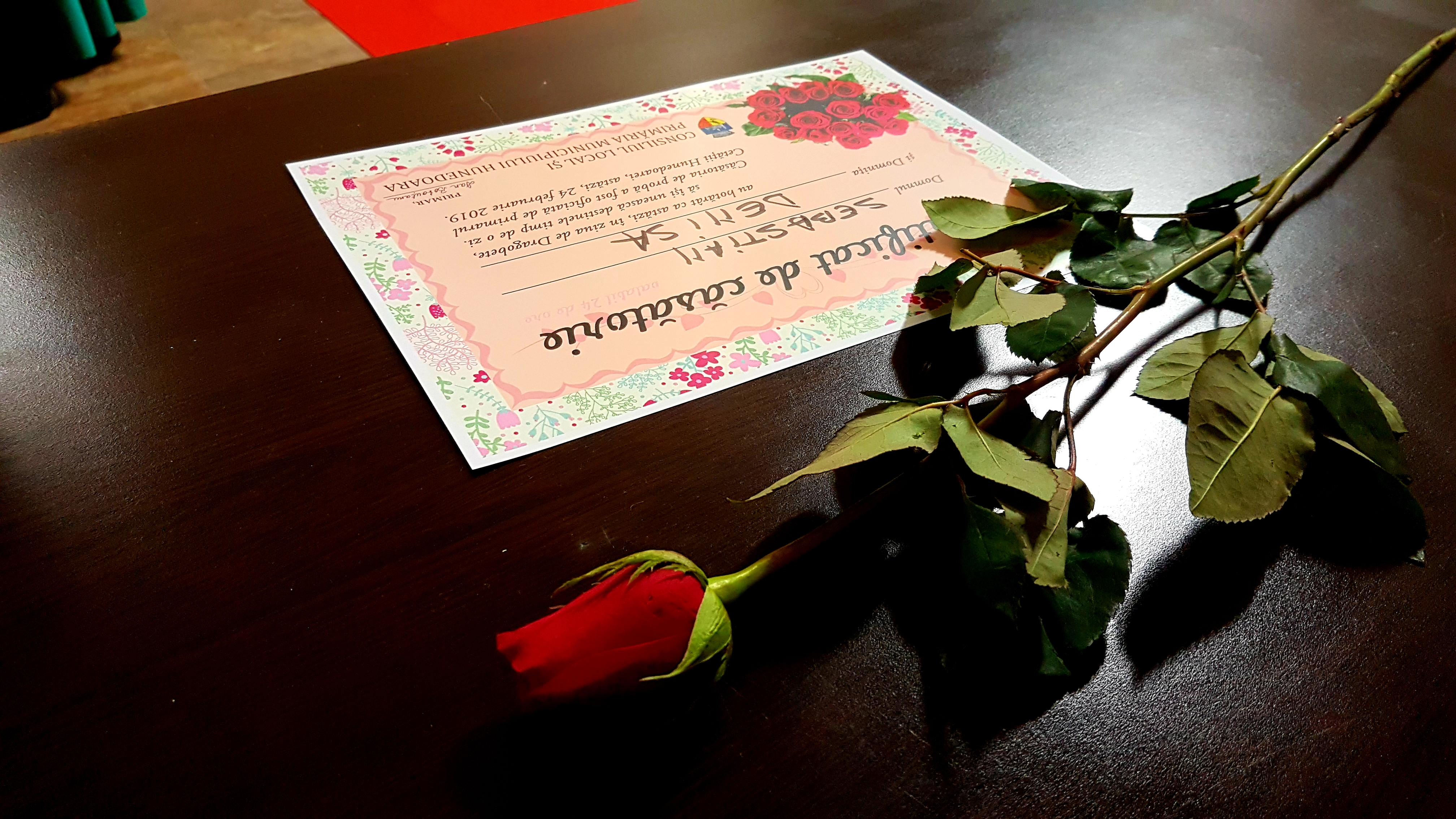
Dragobete-Geschenk

Dragobete ist ein traditioneller rumänischer Feiertag, der am 24. Februar gefeiert wird. In Rumänien ist Dragobete als Tag der Verliebten bekannt, ähnlich wie der Valentinstag.
Einem rumänischen Mythos zufolge war Dragobete der Sohn von Baba Dochia. Aufgrund seiner Freundlichkeit wurde er – einigen Quellen zufolge von Maria, der Mutter Jesu – zum Schutzpatron der Liebe erkoren.
Der Tag ist vor allem als „Tag der Verlobung der Vögel“ bekannt. Dem Volksglauben zufolge haben Liebende, die sich an diesem Tag nicht zusammenfinden für den Rest des Jahres Pech. An diesem Tag, der vor Ort als erster Frühlingstag gilt, pflücken Mädchen und Jungen Schneeglöckchen oder andere Vorfrühlingspflanzen für die Person, die sie umwerben. Weitere regionale unterschiedliche Bräuche und Traditionen schließen sich dem Feiertag an: Auf dem Land gibt es eine alte Tradition, bei der Mädchen und Jungen in den Wald gehen, um Blumen zu pflücken. Wenn sie nach Hause zurückkehren, sagen die Überlieferungen, dass Jungen Mädchen nachliefen, um sie zu küssen. Wenn das Mädchen den Jungen mochte, ließ sie sich von ihm küssen. Dazu gibt es in Rumänien ein sehr sinnvolles Sprichwort: „Dragobete küsst die Mädchen“.